# Гайфуллин, Абдрахман Зайнуллович
Абдрахман Зайнуллович Гайфу́ллин (баш. Әбдрәхмән Зәйнулла улы Ғайфуллин; 1908—1945) — участник Великой Отечественной войны, Герой Советского Союза, командир пулемётной роты 37-го гвардейского стрелкового полка 12-й гвардейской стрелковой дивизии 61-й армии 1-го Белорусского фронта, гвардии лейтенант.

## Биография
Родился 6 сентября 1908 года в деревне Яубуляково, ныне Салаватского района Башкирии, в крестьянской семье. Башкир. Член ВКП(б) с 1932 года. После окончания комвуза в городе Уфе работал заместителем директора по политической части в Аркаульской МТС Салаватского района Башкирии.
В Красной Армии в 1930—1932 годах, в 1940 году и с 5 июля 1941 года. Призван Салаватским райвоенкоматом Башкирской АССР. Окончил Курсы усовершенствования командного состава.
Командир пулемётной роты гвардии лейтенант Гайфуллин А. 3. в боях с немецкими захватчиками проявил исключительное мужество и отвагу.
В ночь на 17 апреля 1945 года под сильным огнём противника на подручных средствах он со своей ротой в числе первых форсировал реку Одер в районе посёлка Хоэнвутцен севернее города Врицен (Германия). Пулемётным огнём рота А. 3. Гайфуллина нанесла противнику большие потери в живой силе. Благодаря этому другие подразделения успешно форсировали реку.
17 апреля 1945 года противник предпринял 6 ожесточённых контратак. Группе гитлеровцев удалось ворваться в траншею, занятую ротой А. 3. Гайфуллина. В рукопашном бою на него напали 4 немецких солдата, двух из которых он заколол ножом, а остальных застрелил в упор из пистолета. В самый напряжённый момент боя гвардии лейтенант Гайфуллин поднял бойцов в штыковую контратаку. Руководимая им рота выбила противника из траншей и расширила плацдарм. В этом бою А. 3. Гайфуллин погиб смертью храбрых. Похоронен на месте боёв — в посёлке Хоэнвутцен.
Указом Президиума Верховного Совета СССР от 31 мая 1945 года за образцовое выполнение боевых заданий командования и проявленные мужество и героизм в боях с немецко-фашистскими захватчиками гвардии лейтенанту Гайфуллину Абдрахману Зайнулловичу посмертно присвоено звание Героя Советского Союза.

## Награды
- Медаль «Золотая Звезда» Героя Советского Союза (31.05.1945)[2][3].
- Орден Ленина.
- Орден Отечественной войны 1-й степени.
- Орден Отечественной войны 2-й степени (08.03.1945)[4] .
- Орден Красной Звезды (07.11.1944)[5].
- Медали.

## Память

Бюст Героя в Аркауле

- На могиле Героя установлен обелиск.
- В селе Аркаул установлен бюст Героя и названа улица его именем.